# گورستان سلیم
گورستان سلیم مربوط به دوره اشکانیان - دوره ساسانیان است و در شهرستان ملکان، بخش لیلان، ضلع غربی قلعه بختک، ۵۰ متری غرب شهر لیلان واقع شده و این اثر در تاریخ ۲۷ اسفند ۱۳۸۶ با شمارهٔ ثبت ۲۲۵۶۵ به‌عنوان یکی از آثار ملی ایران به ثبت رسیده است.